# Культура дреґ-балів

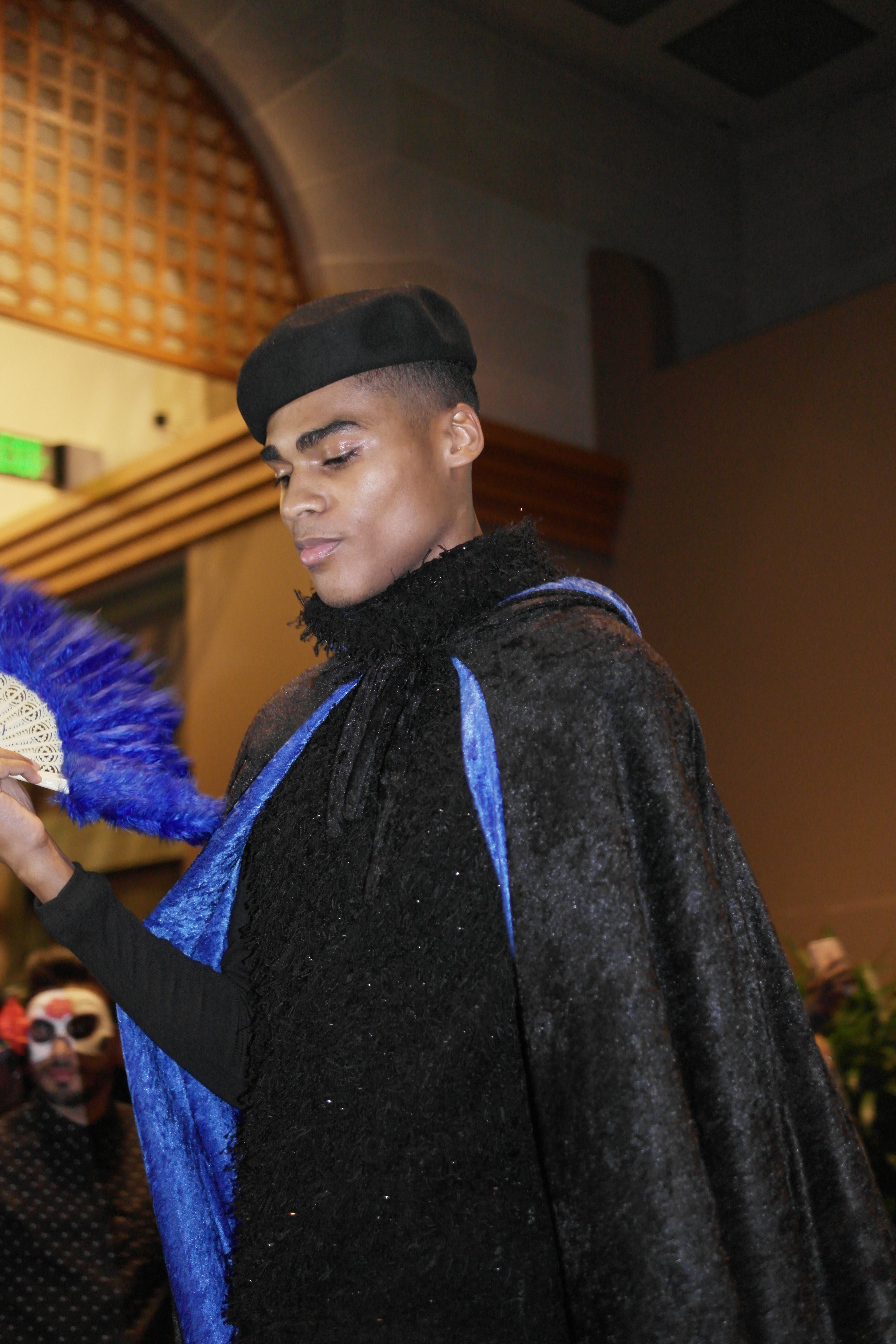
Дракула на балу в Національному музеї африканського мистецтва, 2016 рік

Бальна культура, дрег-бал та подібні терміни описують молоду афроамериканську та латиноамериканську підплідну LGBTQ + субкультуру, яка виникла в Нью-Йорку, в якій люди «гуляють» (тобто змагаються) за трофеї, призи та славу на заходах, відомих як бали. Культура балів складається з подій, що поєднують в собі виступ, танці, синхронізацію губ (виступи під фонограму) та моделінг. Події поділяються на різні категорії, і учасники «гуляють» («walk») за призами та трофеями. Як контркультурне явище, культура балів корениться в непокорі. Починаючи з кінця дев'ятнадцятого століття, члени підпільної спільноти ЛГБТК + у великих містах почали організовувати бали-маскаради, відомі як «дреґ» всупереч законам, що забороняли людям носити одяг, пов'язаний з протилежною статтю.
Учасниками балів є переважно молоді афроамериканські та латиноамериканські члени ЛГБТК-спільноти, хоча деякі бали бувають інтегрованими.
Учасники танцюють, влаштовують покази моди, позують та підтримують один одного в численних категоріях змагань з передяганяя та виступу. Категорії призначені для одночасного втілення та насичення різних гендерів та соціальних класів, а також пропонують втечу від реальності. Культура виходить за рамки екстравагантних подій, оскільки багато учасників культури балів також належать до груп, відомих як «будинки», давньої традиції в ЛГБТ-спільнотах, та расових меншин, де вибрані сім'ї друзів живуть у домогосподарствах разом, формуючи стосунки та громаду на заміну сімей, від яких вони можуть бути відчуженими.

## Будинки
Будинки служать альтернативними сім'ями, в основному, з чорношкірих та латиноамериканських ЛГБТ- осіб, і покликані забезпечити притулок, заспокоєння та безпеку для тих, кого часто виганяли зі своїх сімей через те, що вони належать до ЛГБТ. Очолюють будинки «матері» та «батьки», які, як правило, є старшими членами бальної сцени, які зазвичай є королевами або трансгендерними жінками, які забезпечують керівництво та підтримку своїх «дітей». Діти Будинку — це «брати і сестри» один одного. Будинки існують у понад 15 містах США, переважно на північному сході. До них належать Нью-Йорк, Ньюарк, Джерсі-Сіті, Філадельфія, Балтимор, Вашингтон, округ Колумбія, та Окленд, Каліфорнія. Будинки, які виграють багато трофеїв і здобувають визнання, досягають рангу легендарних. Серед відомих будинків — Будинок Чорного дерева (заснований Річардом та Ларрі Ебені), Будинок Ніндзя (заснований Віллі Ніндзя), Будинок Авіації (заснований Матір'ю Хуан Авіанс), Будинок Xtravaganza (заснований Гектором Валле, головним керівником якого були Гектор Xtravaganza та Angie Xtravaganza у 1980-х), Будинок Принцеси, Будинок Інфініті, Будинок Мізрахі (заснований Андре, Джеком та Хайді Мізрахі), Будинок Гуччі (Заснований Отцем Доктор Уілл Гуччі та мати Мічі Деметріус) (1995) Будинок ЛаБейдж (заснований Кристал ЛаБейя, і головним чином Пеппер ЛаБейя в 1980-х і 1990-х), Будинок Дюпрі (заснований Періс Дюпрі), будинок Афродіти (засновник Іра Ебоні, Латіша Ревлон і Дуейн Муглер), будинок Амазонки (засновник Леомі Мальдонадо), будинок Мюглера (засновник Девід, Релі та Джуліан), Будинок Баленсіаги (заснований Гарольдом Баленсіага), Знаковий Будинок Хан (заснований Лоуеллом Ханом), Хо використання Ланвіна (заснований Кенні Евісу та Мічі Лакруа), Будинку Гаркона (заснований Уїтні та Шеннон Гаркон), Знакового Будинку Алюр (заснований Аль Аллур та Окіо Аллур), Знакового Будинку св. Лоран (заснований Роббі, Кріс і Террі Сен-Лоран), Знаковий будинок вундеркінда (засновник Манн Продіджі), Будинок Бальмена (засновник Родні Бальмен), Знаковий будинок Ревлона (засновник Тоні Ревлон), Культовий Будинок Ікони (засновник Джеймс Ікон) та Будинок Заходу. Як правило, члени будинку приймають назву свого будинку як своє прізвище.

## Змагання

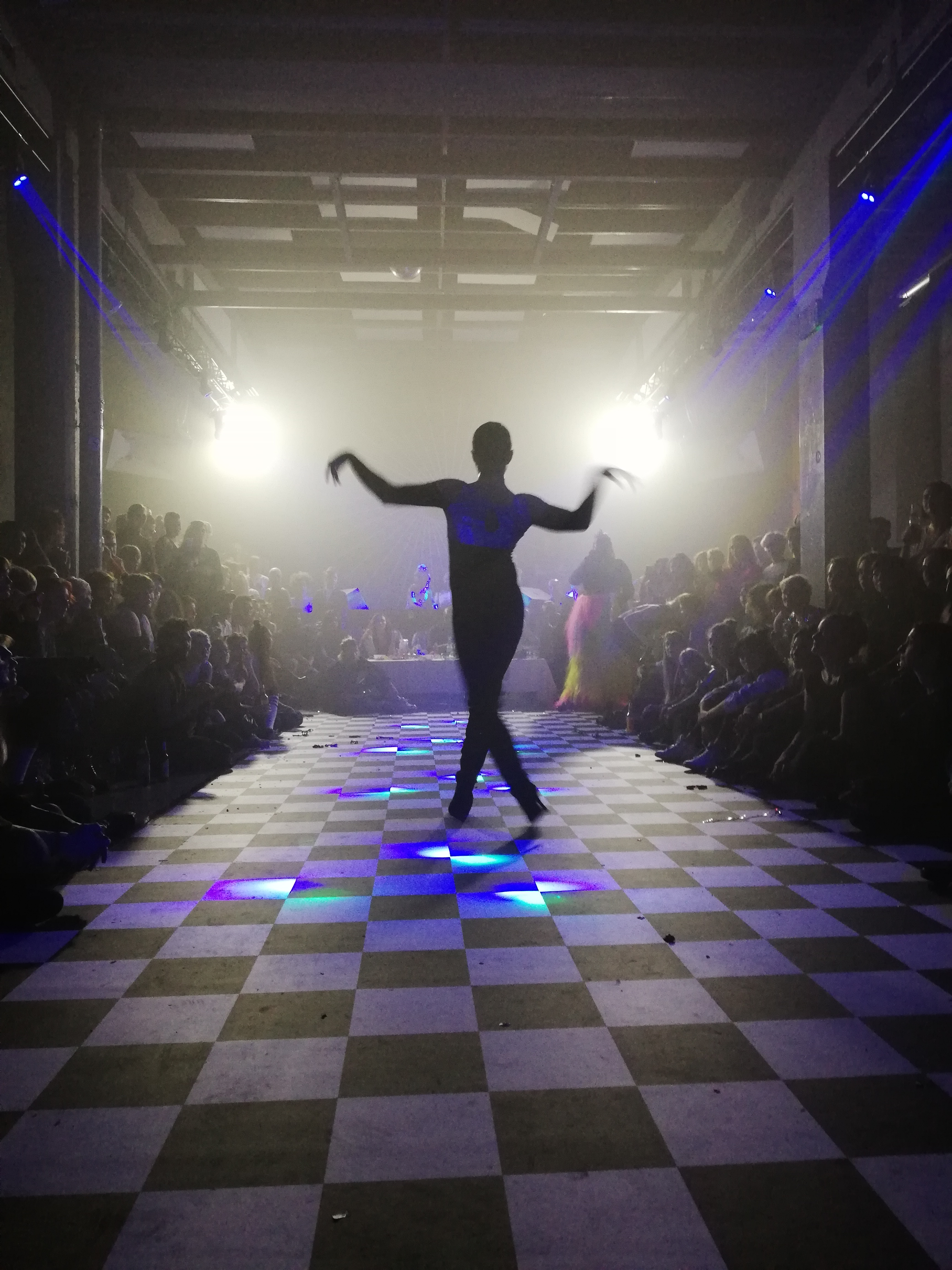
Конкурсант, що йде до суддів на балі в Берліні, 2018 рік

Щоб змагатися один з одним, Будинки «ходять» на «бали», де змагаються в різних категоріях, навіть в психологічній стійкості. Учасники одягаються відповідно до категорії, в якій вони змагаються, і від них очікується відповідна «реальність». На бали впливає хіп-хоп мода та музика. Найбільші бали тривають до десяти годин, та включають десятки категорій за один вечір. Деякі змагальння передбачають переодягання, в інших випадках мета полягає в тому, щоб підкреслити мужність учасника-чоловіка або жіночність учасниці-жінки як пародію на гетеросексуальність.

## Історія
Як контркультурне явище, культура балів корениться в необхідності та непокорі. Згідно з висновками Дженні Бемін, висвітлених у їхній книзі «Транс тіла», члени підпільної спільноти ЛГБТК + у великих містах кінця ХІХ століття почали організовувати бали-маскаради, відомі під назвою «drags», всупереч законам, що забороняють громадянам носіння одягу протилежної статі.

У своєму нарисі «Видовища кольорів» Ленгстон Г'юз описує свій досвід на балу в 1920-х роках.
«Найдивнішим і найдивовижнішим з усіх видовищ Гарлема в 20-х роках, і досі найдивнішим і найдивовижнішим, є щорічний бал „Hamilton Club Lodge“ у казино Rockland Palace. Одного разу я був гостем A'Lelia Walker. Це бал, де чоловіки одягаються так, як жінки, а жінки одягаються як чоловіки. У розпал епохи Нових негрів (New Negro) та вторгнення туристів у Гарлем, інтелігенція та соціальні лідери як Гарлема, так і центру міста займають місця біля цього балу та дивляться зверху на чудернацький натовп, чоловіків у плавних халатах та пернатих головних уборах, жінок у смокінгах та костюмах». — Ленгстон Г'юз
Сучасна бальна культура існує щонайменше п'ять десятиліть і залишається значною мірою андеграунд. Вона розпочалась в Гарлемі понад 50 років тому і швидко поширилась на інші великі міста. У 2010 році документальний фільм Тіма Вольфа під назвою «Сини Теннессі Вільямса» прослідковує цю історію.
Більше того, з розвитком соціальних медіа, він мігрував до інших країн, таких як Канада, Японія та Велика Британія. Культура балів вперше була закарбована і показана загальній аудиторії в документальному фільмі Дженні Лівінгстон «Париж горить» (1990).

## У медіа
Більшість будинків Нью-Йорку з'явилися в документальному фільмі 1991 року « Париж горить». У 2017 році в рамках документального циклу про культурну ідентичність Нової Зеландії компанія Vice Media випустила епізод про культуру балів Нової Зеландії під назвою «FAFSWAG: Підземна сцена моди Окленда».
У 2018 році Viceland випустив документальну серію «Мій дім», прослідкувавши за історією шести людей з Будинків. Навесні 2018 року відбувся прем'єрний показ телевізійного серіалу «Поза». Серіал створили Стівен Каналс, Бред Фальчук та Раян Мерфі.
У 2020 році відбулася прем'єра на потоковому сервісі HBO Max. вебсеріалу Legendary.